# Першинг-1А
«Пе́ршинг-1А» (англ. Pershing IA, общевойсковой индекс — MGM-31A) — американская твердотопливная двухступенчатая баллистическая ракета малой дальности мобильного базирования. Разработчик и генеральный подрядчик опытно-конструкторских работ — The Martin Company (после объединения в 1961 году с компанией American-Marietta Corporation — Martin Marietta). Названа в честь военачальника Джона Першинга. Были предназначены заменить в войсках ракеты «Редстоун». В свою очередь, ракеты «Першинг-1А» с инерциальной навигационной системой были заменены более дальнобойными усовершенствованными ракетами «Першинг» с радиолокационной системой наведения на терминальном участке траектории полёта (RADAG).

## Разработка
В 1964 году была проведена серия испытаний, с целью определить уровень надёжности ракет Першинг-1. Министр обороны США приказал командованию сухопутных сил определить модификации, необходимые для превращения Першинг-1 в систему быстрого реагирования. Программа разработки Першинг-1А была официально одобрена в 1965 году. Компания Мартин-Мариэтта получила контракт на производство Першинг-1А в середине 1967 года. Второй батальон 44-й артиллерийской бригады первым получил новые ракеты в Форте Силл (англ.) в 1969 году. Ракеты Першинг-1А заменили своего предшественника к середине семидесятых годов.
Из-за своей роли системы быстрого реагирования ракеты Першинг-1А могли быть развёрнуты и запущены в очень короткий промежуток времени. Число пусковых установок возросло с восьми до 36 на один батальон. Развёртывание установок было начато в мае 1969 года и к 1970 году почти все системы Першинг-1 были заменены на свой более совершенный аналог. Производство Першинг-1А закончилось в 1975 году, и было вновь начато в 1977 для замены ракет, использованных в учебных целях.
Першинг-1А был серьёзно улучшен в 1971 году. Старые аналоговые системы наведения и контроля были заменены единой цифровой системой. Роторный инвертор, использовавшийся для преобразования постоянного тока в переменный, был заменён на статический. Система, отвечавшая за распределение энергии и сигналов в ракете, также была заменена на более совершенный аналог. Таким образом «начинка» ракеты стала более доступной и простой для обслуживания. Дальнейшие улучшения, проведённые в 1976 году, позволили запускать ракеты из любого местоположения, таким образом, исчезала необходимость выезжать на заранее подготовленные позиции.
Всего было изготовлено 754 ракеты Першинг-1 и Першинг-1А, из которых 180 было развернуто в Европе.

## Развертывание
Ракеты Першинг-1А были развёрнуты в виде трёх батальонов армии США и двух полков ВВС ФРГ. Каждый батальон имел 36 мобильных установок. Из-за содержащегося в конституции ФРГ запрета на обладание ядерным оружием, контроль над ракетами находился в руках армии США. В мирное время лишь часть пусковых установок должна была находиться на боевом дежурстве. Остальные установки находились на базе, ожидая возможной тревоги, либо использовались для тренировки. Ракеты Першинг-1А были высокомобильным оружием, что позволяло быстро рассредоточивать их по позициям в случае войны. Благодаря этому, «Першинги» признаны наиболее живучим ядерным оружием, когда-либо размещённым в Европе.
В мирное время четыре батареи каждого батальона последовательно проходили через 4 состояния боевой готовности, высшим из которых было состояние полной боевой готовности. Благодаря такой ротации часть персонала могла проводить тренировки либо обслуживание установок без ущерба для боевых возможностей подразделения.
Во времена обострения отношений с СССР, батареи отправлялись на ранее неиспользованные позиции. Находясь здесь, они должны были быть способны нанести удар по назначенным целям, в случае, если возникнет такая необходимость. Как только все батареи оказывались на своих позициях, они в свою очередь разделялись на отдельные взводы для снижения уязвимости. Эти взводы постоянно меняли своё местоположение, таким образом, повышая собственные шансы на выживание, в случае нанесения СССР первого удара.

## Ликвидация
Как и Першинг-2, ракеты Першинг-1А были сняты с вооружения и уничтожены после подписания США Договора о ликвидации ракет средней и малой дальности.